# 武内享
武内 享（たけうち とおる、1962年7月21日 - ）は、日本のギタリスト、作曲家、音楽プロデューサー、チェッカーズの元メンバー。福岡県田川市出身、福岡県立八女工業高等学校卒業。身長166cm。血液型はO型。既婚者で子供が三人いる（うち2人は先妻の子、1人は後妻の子）。

## 来歴・人物
元チェッカーズのリーダーであり、ギター担当である。藤井郁弥（現・藤井フミヤ）をチェッカーズに誘った張本人である。1980年に福岡県久留米市においてチェッカーズを7人で結成する。アマチュア時代には楽器のセールスマンをしており、成績は優秀だったという。
1983年にチェッカーズとして「ギザギザハートの子守唄」でデビュー。同曲のC/Wに収録されている「恋のレッツダンス」をはじめ「ONE NIGHT GIGOLO」、「おまえが嫌いだ」、「TOKYO CONNECTION」、「How're you doing,Guys?」などを作曲した（実質的にはラストシングル「Present for you」も作曲しているが、名義が作詞者（藤井郁弥）とともに”The Checkers”としてクレジットされている）。作曲担当曲は、主にアルバムやシングルのC/Wに収録されている。
1992年のチェッカーズ解散以降は武田真治やCHEMISTRYのサポートなどを務めるほか、プロデュース分野にも進出、1993年にアルバム『cool christmas』を制作・発売している。アニメ『みすて♡ないでデイジー』（テレビ東京）の主題歌「ガールフレンド～僕の共犯者～」を歌ったバンド、SIDE-ONEのプロデュースや、芸能活動を休止していた徳永善也の活動再開（2002年、バンド『WILD-G』ドラムス担当）、1995年にCDデビューした武田真治をプロデュース担当者として支えた。翌2003年にはチェッカーズの楽器陣・藤井尚之、大土井裕二、徳永善也とアブラーズを再結成した。2004年に徳永が舌癌のため他界したが、アブラーズとしての活動は現在も続いている。
武内の特質として、音楽性もだが、それ以上にあらゆる意味でリーダーシップに長けていたことがあげられる。高校時代、あだ名は『先輩』であった。
チェッカーズでは良い意味で親分肌な性格で楽器組をまとめ、リードボーカルとして絶大な華・オーラがあった郁弥を支えた。2004年に徳永が他界した際、『送る会』の責任者を務めたのも武内である。
1988年頃から髪を伸ばし始め、現在ではトレードマークとなっている。パーマをかけるなどアレンジを加えているが、概ね肩よりも若干長めのワンレングスをキープしている。
『とんねるずのみなさんのおかげです』（フジテレビ）のコントなどでは、「顔が山倉和博に似ている」とよくネタにされていた。『巨人の星』のパロディコントで長嶋茂雄や川上哲治の役を演じている際も「山倉さん」と呼ばれ、「長嶋だ!」「川上!」とツッコんでいた。

## エピソード
- 本来左利きだが、ギターは右用･左用のどちらも弾ける。アマチュア時代は左用のギターを使用していたが、プロデビューが決まったのち、選べるギターの種類を広げるため、右用をメインで使用するように矯正した。
- 血液型はデビュー以来長らく「A型」と公表していたが、ある理由から血液検査したところO型と判明し、以降プロフィールを修正した。なお、チェッカーズメンバーは武内・大土井以外は他界した徳永も含め他の5人はA型である。
- 八女工業高校時代生徒会長に立候補、当選し務め上げた経験がある。これは武内が「生活指導上の理由から」2度の停学処分を受け、あと1回処分を受けたら退学必至となったことから「学校を見返したい」と立候補したいきさつがある。
- 『オレたちひょうきん族』に出演した際、集合時間を間違えてひょうきん懺悔室送りになり、メンバーから前述の罪状を告発され、「×」とされ、水をかけられたことがあった。

## シングル
- 目覚めの丘 （1999年6月16日）
- ハリハリホー （2000年8月23日）

## アルバム
- cool christmas（1993年11月19日）
- Living Rock（1999年8月23日）

1. Introduction〜Living Rock
2. 全ては夜のせい
3. 目覚めの丘（Album Version）
4. M
5. 錆びた夢
6. 壊れたブルース
7. House of Dub1
8. 同じ色
9. 指がきれるようなスリル
10. 目覚め（Album Mix）

## 出演

### 音楽情報番組
- サウンドプラザ（1988年、NHK総合） - 司会

### テレビドラマ
- ご近所探偵TOMOE（2003年、WOWOW） - リー 役
- SPEC〜零〜（2013年、TBS） - 武内 役
- ヤメゴク〜ヤクザやめて頂きます〜 最終話ゲスト（2015年、TBS） - 的屋A 役（友情出演）

### ラジオ番組
- MIDNIGHT SPECIAL 武内享のGO GO BOYS（NACK5）
- Masayuki Suzuki Radio Show Club Martini（2012年10月 、FM COCOLO）
- 鈴木雅之 FUNKY BROADWAY（NACK5）

### 映画
- 20世紀少年 最終章 ぼくらの旗（2009年） - エロイムエッサイムズのギタリスト 役

### バラエティ
- めちゃ×2モテたいッ!（フジテレビ）※トークゲスト

### ビデオ
- BIMBO - ※ローソンのみで発売されていたビデオマガジン。オープニング曲、エンディング曲も担当。

## 音楽担当
- if もしも 第4話「イジメっ子と親友・どちらの同窓会に行くべきか」（1993年5月20日、フジテレビ）
- 銀狼怪奇ファイル〜2つの頭脳を持つ少年〜（1996年、日本テレビ）
- 愛なんていらねえよ、夏（2002年、TBS）
- ご近所探偵TOMOE（2003年、WOWOW）
- 劇団演技者。「アンラッキー・デイズ〜ナツメの妄想〜」（2004年、フジテレビ）
- 電車男・舞台版（2005年）
- ヤメゴク〜ヤクザやめて頂きます〜（2015年、TBS） - fox capture planと共同

## 著書
- だんだん気持ちよくなってきた  - 1990年 河出書房新社（帙入り）